# Liaoningotitan sinensis
Liaoningotitan sinensis („titán z provincie Liao-ning“) byl druh sauropodního dinosaura, žijícího v období spodní křídy na území dnešní severovýchodní Číny (západ provincie Liao-ning). Byla objevena téměř kompletní kostra, která ukázala, že jde o zástupce skupiny Titanosauriformes. Formálně byl popsán čtyřčlenným mezinárodním týmem paleontologů v roce 2018. V současnosti je znám jediný druh, typový L. sinensis.

## Paleoekologie
Tento sauropod obýval stejné ekosystémy jako velký opeřený tyranosauroid druhu Yutyrannus huali. Mláďata liaoningotitana se možná mohla stávat jeho občasnou kořistí. Podle neoficiálních údajů, založených na pozorování zrekonstruované kostry mohl tento středně velký sauropod dosahovat délky asi 18 až 21 metrů.

## Systematické zařazení
Předběžná fylogenetická analýza ukázala, že tento sauropod patří mezi titanosauriformy a vývojově byl vyspělejší než rody Euhelopus a Brachiosaurus.